# Le Fils (film, 2002)
Pour les articles homonymes, voir Le Fils.
Pour plus de détails, voir Fiche technique et Distribution.
Le Fils est un  film franco-belge de Jean-Pierre et Luc Dardenne, sorti en 2002.

## Synopsis
Olivier est formateur en menuiserie dans un centre de réinsertion sociale. Un jour, la directrice lui demande d'accueillir Francis, un adolescent placé en mesure éducative pour apprendre les métiers du bois. Olivier refuse, prétextant qu'il a déjà trop d'apprentis. Le jeune garçon est alors dirigé vers l'atelier de soudure. Mais, quand Olivier surmonte son trouble et le reconnaît, il se met soudain à l'espionner, le suivre et l'observer à la dérobée et finalement l'accepte comme apprenti. Un lourd secret plane entre le maître et son apprenti qui ne se doute de rien.

## Fiche technique
- Titre : Le Fils
- Réalisation : Jean-Pierre et Luc Dardenne
- Scénario : Jean-Pierre et Luc Dardenne
- Production : Jean-Pierre et Luc Dardenne pour Les Films du Fleuve (Belgique) ; Archipel 35 (France)
- Photographie : Alain Marcoen, cadreur : Benoît Dervaux
- Son : Jean-Pierre Duret
- Montage : Marie-Hélène Dozo
- Durée : 103 minutes
- Format : couleurs - 1,66:1 - Dolby Digital - 16 mm gonflé en 35 mm
- Dates de sortie : 23 mai 2002 (première au festival de Cannes), 9 octobre 2002 (Belgique), 23 octobre 2002 (France)

## Distribution
- Olivier Gourmet : Olivier
- Morgan Marinne : Francis
- Isabella Soupart : Magali
- Rémy Renaud : Philippo
- Nassim Hassaïni : Omar
- Kevin Leroy : Raoul
- Félicien Pitsaer : Steve
- Annette Closset : la directrice du centre
- Fabian Marnette : Rino
- Jimmy Deloof : Dany
- Anne Gérard : la mère de Dany

## Distinctions
- 2002 : Joseph Plateau Awards
- 2002 : Prix d'interprétation masculine du Festival de Cannes pour Olivier Gourmet
- 2002 : Prix André-Cavens de l’Union de la critique de cinéma (UCC) pour le meilleur film belge